# Klaus Hirche
Temple de la renommée allemand :
Klaus Hirche, né le 7 juin 1939 à Weißwasser (Allemagne) et mort le 3 mai 2022, est un joueur professionnel et entraîneur allemand de hockey sur glace.

## Carrière
Klaus Hirche découvre le hockey en voyant un match sur un étang gelé en 1948.
Pendant sa carrière, Hirche est gardien de but, même s'il fait aussi une saison en tant qu'attaquant.
Klaus Hirche joue 118 matchs avec l'équipe d'Allemagne de l'Est. Il participe à huit championnats du monde et aux Jeux olympiques de 1968.
Il joue avec un masque. Sa couleur noire lui vaut son surnom, inventé par un journal suédois lors du championnat du monde 1963.
Après sa carrière de joueur, il devient entraîneur. Il mène pendant quatre ans le Dynamo Weißwasser et remporte trois titres. Avec l'équipe d'Allemagne de l'Est, il participe à deux championnats du monde.
Après la réunification, il met fin à sa carrière d'entraîneur et devient manager de l'équipe de Weißwasser jusqu'en 2002.
Il meurt le 3 mai 2022.

## Palmarès
Klaus Hirche a remporté onze titres de championnat d'Allemagne de l'Est en tant que joueur et trois en tant qu'entraîneur.